# سياسة بعد إنسانية

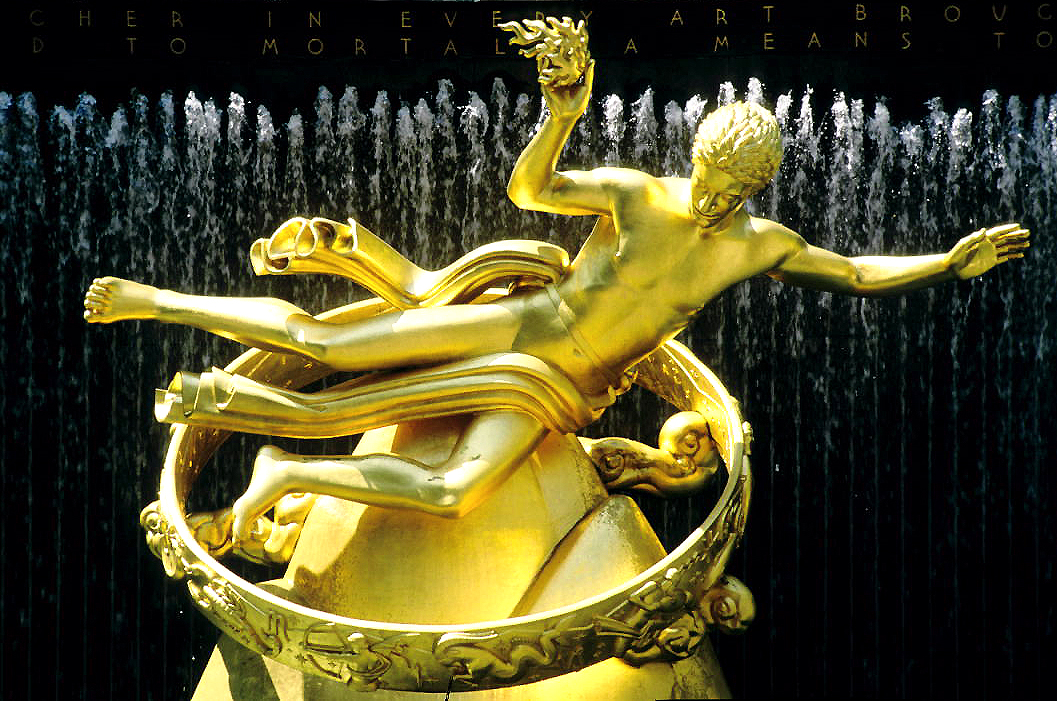
بروميثيوس في روكفلر بلازا في مانهاتن، نيويورك: تقاطع الأسطورة مع السياسة والإنسانية

تتمثّل سياسة بعد الإنسانية في مجموعة من الأيديولوجيات السياسية التي تعبّر عن الاعتقاد بتعزيز الأفراد البشريين عن طريق العلوم والتكنولوجيا عمومًا.

## تاريخها
روّج جوليان هكسلي لمصطلح «بعد الإنسانية» بمعناه الحالي في مقالته لعام 1957 التي تحمل اسم المصطلح ذاته.
انتُخبت ناتاشا فيتا مور عضوًا ممثّلًا في مجلس شيوخ ولاية لوس أنجلوس عن الدائرة الانتخابية الثامنة والعشرين في عام 1992. عملت فيتا مور مع حزب الخضر، لكنها امتلكت برنامجها الانتخابي الخاص المرتبط بـ «بعد الإنسانية». استقالت من منصبها بعد مرور عام واحد، مصرّحةً بأن حزبها «متعصّب لحماية البيئة بشكل جنوني».
يعرّف جيمس هيوز المؤسسة التفاؤلية العلمية «النيوليبرالية» التي أسسها الفيلسوف ماكس مور وطُوّرت في تسعينيات القرن الماضي على أنّها أوّل الدعاة المُنظّمين لبعد الإنسانية. يصف هيوز نشوء الرابطة العالمية بعد الإنسانية (دبليو. تي. إيه.) في أواخر تسعينيات القرن الماضي (غُيّر اسمها لاحقًا إلى الإنسانية+) باعتباره رد فعل جزئي على منظور «مناصري التفاؤلية العلمية» فيما يتعلّق بالسوق الحرة. يرى هيوز أنّ «الرابطة العالمية بعد الإنسانية قد جمعت كلًّا من الديمقراطيين الاجتماعيين والنيوليبراليين حول تعريف ديمقراطي ليبرالي لبعد الإنسانية؛ التعريف الذي أُدرج في إعلان بعد الإنسانية». أسهب هيوز متعمّقًا ضمن تفاصيل التيارات السياسية المرتبطة ببعد الإنسانية، ولا سيما التحوّل من بعد الإنسانية الاشتراكية إلى بعد الإنسانية الليبرتارية وبعد الإنسانية اللاسلطوية الرأسمالية في عام 2009. يؤمن هيوز بالادعاء القائل بطرد اليسار من مجلس إدارة الرابطة العالمية بعد الإنسانية، وحصول مناصري الليبرتارية والتفردية على ضمان بالسيطرة على مجتمع بعد الإنسانية بمساعدة من بيتر ثيل؛ إلا أن هيوز مايزال متفائلًا حيال مستقبل تقدّمي تكنولوجي.
بدأ حزب طول الأجل –وهو حركة تُوصف بأنها «بعد إنسانية بالكامل» - أعماله التنظيمية في روسيا بقيادة المشاركة في تأسيسه ماريا كونوفالينكو خلال عام 2012، وذلك بهدف بناء حزب سياسي بالاقتراع. أُنشئ برنامج روسي آخر تحت اسم مبادرة 2045؛ إذ أسسها الملياردير ديمتري إتسكوف في عام 2012، وأرفقها بحزب سياسي «التطوّر 2045» يدعو إلى إطالة الحياة وبناء تشخيص أندرويدي.
كتب المستقبلي بيتر روثمان في مجلة الإنسانية+ في شهر يوليو من عام 2014، واصفًا غابرييل روثبلات بأنّه «من المرجّح أن يكون أول مرشح سياسي مناصر لبعد الإنسانية علنيةً في الولايات المتّحدة» وذلك عند ترشّحه لمجلس النوّاب الأمريكي.
أعلن روزلتان استفان في أكتوبر من عام 2014 عن ترشّحه للانتخابات الرئاسية الأمريكية لعام 2016 تحت شعار «حزب بعد الإنسانية». امتلك الحزب أكثر من 1800 عضوًا مع حلول شهر نوفمبر من عام 2019، إذ ترأسه جينادي ستولياروف الثاني. هنالك بعض المجموعات الأخرى التي تستخدم اسم «حزب بعد الإنسانية» في كندا والمملكة المتّحدة وألمانيا.

## القيم الجوهرية
بيّنت دراسة أجراها البرلمان الأوروبي في عام 2006 أن بعد الإنسانية هي تمثيل سياسي للإيديولوجية القائلة بوجوب استخدام التكنولوجيا والعلوم لتعزيز القدرات البشرية.
يرى آمون تويمان من معهد الأخلاقيات والتكنولوجيات الناشئة (آي. إي. إي. تي.) أن الفلسفات السياسية الداعمة لبعد الإنسانية تشمل كل من المستقبلية الاجتماعية، والتقدّمية التكنولوجية، والليبرتارية التكنولوجية، وبعد الإنسانية اللاسلطوية. يعتقد تويمان بتشكيل هذه الفلسفات مجتمعةً لما يُسمّى بعد الإنسانية السياسية.
يدعم مناصرو التقدّمية التكنولوجية –الذين يُعرفون أيضًا باسم مناصري بعد الإنسانية الديمقراطية- المساواة في الوصول إلى تكنولوجيات تعزيز الإنسان، وذلك بهدف تعزيز المساواة الاجتماعية ومنع التكنولوجيات من توسيع الهوة بين الطبقات الاجتماعية الاقتصادية. وعلى الرغم من ذلك، ينتقد مناصر بعد الإنسانية الليبرتارية رونالد بيلي بعد الإنسانية التي وصفها جيمس هيوز. كتب جيفري بيشوب عن الخلافات بين مناصري بعد الإنسانية فيما يتعلّق بحقوق الفرد والمجتمع قائلًا إنها «التوتر ذاته الذي حاولت الليبرالية الفلسفية التفاوض حوله تاريخيًا»، لكنّ هذا الخلاف التام مع مستقبل ما بعد الإنسان هو خلاف بشأن الحق في اختيار ما ستصبح عليه البشرية. ناصر ودي إيفانز فكرة وضع حقوق ما بعد الإنسان في سلسلة متّصلة بحقوق الحيوان وحقوق الإنسان.
كتب ريكاردو كامبا عن الفكرة القائلة بإمكانية اقتران بعد الإنسانية بالعديد من الآراء السياسية والفلسفية والدينية المختلفة، إذ اعتبر هذا التنوع مكسبًا ما دام مناصرو بعد الإنسانية لا يعطون الأولوية للانتماءات الموجودة بدلًا من العضوية في المنظمات بعد الإنسانية.

## الانتقادات
يشكّك بعض مناصرو بعد الإنسانية في استخدام بعد الإنسانية المسيّسة. يعتقد ترومان تشن من مجلّة ستانفورد السياسية أن العديد من مُثل بعد الإنسانية مناهضة للسياسة.

## بعد الإنسانية اللاسلطوية
تعدّ بعد الإنسانية اللاسلطوية بمثابة فلسفة تجمع بين اللاسلطوية وبعد الإنسانية. تهتّم هذه الفلسفة بالحرية الاجتماعية والبدنية على التوالي. يعرّف مناصرو بعد الإنسانية اللاسلطوية الحرّية على أنها توسّع قدرة المرء الفردية ليستطيع اختبار العالم من حوله.
تعتمد هذه الفلسفة بشكل كبير على اللاسلطوية الفردية التي تحدّث عنها كل من ويليام غودوين وفولتايرين دو كلير، بالإضافة إلى النسوية الالكترونية التي قدّمتها دونا هاراواي في بيان سايبورغ. تبحث هذه الفلسفة المحيطة بالسلامة الجسدية، والإعاقة، والنوع الاجتماعي، والتنوع العصبي، ونظرية أحرار الجنس، والعلم، والجنسانية؛ بالإضافة إلى تقديمها نقدًا بشأن التمييز ضد المعاقين، والنظام الأبوي المغاير جنسيًا، والبدائية من خلال عدسة لاسلطوية وبعد إنسانية.
ينتقد مناصرو بعد الإنسانية اللاسلطوية أيضًا الأشكال السلطوية لبعد الإنسانية (مثل بعد الإنسانية الديمقراطية وبعد الإنسانية الليبرتارية) باعتبارها غير مترابطة ولا استمرارية، وذلك بسبب إبقاءها على الدولة والرأسمالية. ينظر مناصرو بعد الإنسانية اللاسلطوية إلى أدوات السلطة باعتبارها غير أخلاقية بطبيعتها، ومتعارضة مع تسارع الحرية الاجتماعية والمادية لجميع الأفراد.

## بعد الإنسانية الديمقراطية
صاغ جيمس هيوز مصطلح بعد الإنسانية الديمقراطية في عام 2002، ليشير إلى موقف مناصري بعد الإنسانية (الداعين إلى تطوير واستخدام تكنولوجيات تعزيز الإنسان) الذين يتبنون الآراء السياسية الليبرالية والاجتماعية و/أو الديمقراطية الراديكالية.

### الفلسفة
يرى هيوز أن الإيديولوجية «تنبع من التأكيد على الفكرة القائلة بأن البشر سيكونون أكثر سعادةً عمومًا عندما يسيطرون على القوى الطبيعية والاجتماعية المُسيطرة على حياتهم بشكل عقلاني». يعتمد الأساس الأخلاقي لبعد الإنسانية الديمقراطية على قاعدة النفعية ونظرية التشخّص غير المتمحور حول الإنسان. يدعم مناصرو بعد الإنسانية الديمقراطية المساواة في الوصول إلى تكنولوجيات تعزيز الإنسان، وذلك بهدف تعزيز المساواة الاجتماعية ومنع التكنولوجيات من توسيع الهوة بين الطبقات الاجتماعية الاقتصادية. تثير هذه الفلسفة اعتراضات المحافظة الحيوية اليمينية واليسارية، إلا أن هيوز يطمح إلى تشجيع مناصري بعد الإنسانية الديمقراطية وحلفائهم التقدّميين المحتملين على الاتّحاد بصفتهم حركة اجتماعية جديدة، وعلى التأثير على سياسات السياسة الحيوية العامة.